# 金春泽

金春泽（김춘택，1670年—1717年），字伯雨，号北轩，籍贯光山。朝鲜后期文臣、外戚与文学家。朝鲜肃宗（1661-1720）的正妃仁敬王后之侄。朝鲜文臣与小说家金万重（1637-1692）是其叔祖父。父亲为金鎮龜。

## 生平
一生由于激烈的党争之祸，遭遇坎坷。根据金春泽之弟金包泽所作《伯氏北轩府君行状》，金春泽先后因参与为仁显王后复位运动又借崔氏進出宮方便把仁显王后書籍流傳起來和受叔父金镇圭上书的牵连，被谪配五次，入狱三次。在51岁的壮年就早早辞世。终其一生，仕途偃蹇。

## 著作
金春泽有《北轩居士集》、《北轩杂说》等传世。

## 金春泽与朝鲜汉文小说《谢氏南征记》
朝鲜小说《谢氏南征记》以中国明朝为背景，虚构了一个官宦家庭所发生的妻妾之争，宣扬惩善扬恶的人伦观。该小说有金万重的谚文（朝鲜语）本和金春泽的汉译本传世。金春泽的汉译本被认为是加入了很多再创作。朝鲜时代的书目中也有关于金春泽是《谢氏南征记》作者的记录。如朝鲜正祖朝李万运（1736-1820）所撰书目《增补文献备考》中列出作者为“忠文公金春泽”。

## 延伸阅读资料
- 金春泽.  《北轩杂说》.  朝鲜 ： 18--？
- 金春泽.  《北轩集》,  《影印标点韩国文集丛刊》， 서울市: 民族文化推進會, 1990-， 第185册.